# Walkmühle (Feuchtwangen)
Walkmühle ist ein Gemeindeteil der Stadt Feuchtwangen im Landkreis Ansbach (Mittelfranken, Bayern). Walkmühle liegt in der Gemarkung Aichenzell.

## Geografie
Die Einöde liegt etwa anderthalb Kilometer südsüdöstlich der Stadtmitte von Feuchtwangen wenig nach dessen unterer Siedlungsgrenze und etwa gegenüber dem Dorf Aichenzell links der Sulzach an und über einem kurzen Mühlkanal. Nördlich schließen an das schon auf einer historischen Karte aus dem 19. Jahrhundert eingetragene Anwesen mit nur einer Hausnummer etwa ein Dutzend vorwiegend gewerblicher Bauten aus neuerer Zeit dicht an, die – anders als die Walkmühle eben noch auf der Aichenzeller – schon auf der Stadtteilgemarkung der Kernstadt Feuchtwangens stehen.
Eine Gemeindeverbindungsstraße auf der linken Flussseite führt von Feuchtwangen her durch den Ort und weiter nach Koppenschallbach. Ein Abzweig in Walkmühle erreicht über die Sulzach die rechte Talstraße auf deren Abschnitt zwischen Aichenzell und Herrnschallbach.

## Geschichte
Erstmals namentlich erwähnt wurde der Ort am 20. Februar 1327 als „Rüdgersmühle“.
Die Walkmühle lag im Fraischbezirk des ansbachischen Oberamtes Feuchtwangen. Die Mahl- und Walkmühle hatte das Stadtvogteiamt Feuchtwangen als Grundherrn. An diesen Verhältnissen änderte sich bis zum Ende des Alten Reiches nichts. Von 1797 bis 1808 unterstand der Ort dem Justiz- und Kammeramt Feuchtwangen.
Mit dem Gemeindeedikt (frühes 19. Jahrhundert) wurde die Walkmühle dem Steuerdistrikt und der Ruralgemeinde Aichenzell zugeordnet. Im Zuge der Gebietsreform in Bayern wurde diese am 1. Januar 1972 nach Feuchtwangen eingemeindet.

### Baudenkmal
Haus Nr. 1: ehemalige Mühle, zweigeschossiger massiver Bau mit Krüppelwalmdach, 1819; mit Kanalsystem; Quaderbrücke, einbogig, gleichzeitig; Scheune, Quaderbau mit Walmdach, erste Hälfte 19. Jahrhundert, mit Fachwerkanbau

### Einwohnerentwicklung
| Jahr      | 001818 | 001840 | 001861 | 001871 | 001885 | 001900 | 001925 | 001950 | 001961 | 001970 | 001987 |
| Einwohner | 8      | 7      | *      | 10     | 8      | *      | *      | *      | *      | 7      | 5      |
| Häuser    | 1      | 1      |        |        | 1      | *      | *      | *      | *      |        | 1      |
| Quelle    | [ 12 ] | [ 13 ] | [ 14 ] | [ 15 ] | [ 16 ] | [ 17 ] | [ 18 ] | [ 19 ] | [ 20 ] | [ 21 ] | [ 1 ]  |

## Religion
Der Ort ist seit der Reformation evangelisch-lutherisch geprägt und bis heute nach St. Johannis (Feuchtwangen) gepfarrt. Die Einwohner römisch-katholischer Konfession sind nach St. Ulrich und Afra (Feuchtwangen) gepfarrt.